# FMさせぼ
株式会社FMさせぼ（エフエムさせぼ）は、長崎県佐世保市の一部地域を放送区域として超短波放送（FM放送）を行う特定地上基幹放送事業者である。はっぴぃ!FMの愛称でコミュニティ放送を営んでいる。

## 概要
2007年（平成19年）開局。佐世保市に本社を置く放送局としては 1954年（昭和29年）のラジオ佐世保（ラジオ長崎と合併、現在の長崎放送）以来53年ぶりの開局となった。
本社・スタジオは四ヶ町商店街に面している。
送信所は、県域放送局も佐世保中継局を設けるなど立地条件の良い烏帽子岳にあり、コールサインJOZZ0BE-FM、周波数87.3MHz、空中線電力20W（ERP55W）で送信している。
放送エリアは、宇久島を含む佐世保市全域
。
2013年（平成25年）からは防災体制の強化や難聴取地域（ノイズが入って聞き取りづらい地域）のカバーを目的にインターネットラジオ放送（サイマル放送）を開始したことにより、佐世保市外からの聴取も可能となった。元々は専用アプリケーションを通じてスマートフォンに限定していたが、開始と同時にパソコンからの聴取にも対応した。
また、環境省が取り組む「COOL CHOICE（クールチョイス）」に賛同しており、自社制作の番組内にて「COOL CHOICEインフォメーション」が放送されている。

## 沿革
- 2004年（平成16年）4月 - FMさせぼ準備会設立
- 2007年（平成19年）
  - 4月3日 - 株式会社FMさせぼ設立
  - 7月6日 - 放送局（現特定地上基幹放送局）の予備免許取得
  - 7月19日 - 放送局の免許取得
  - 7月22日 - 開局、本放送開始
- 2013年（平成25年）
  - 5月29日 - インターネットラジオの試験放送開始に合わせてApp Store・Google Play上にスマートフォン向け専用アプリを公開。
  - 6月4日 - インターネットラジオ本放送開始、同時にJCBAインターネットサイマルラジオに参加。
- 2015年（平成27年）10月31日 - 22:00よりネット番組（MUSIC BIRD for Community FM）の放送を開始し、24時間放送へ移行。
- 2017年（平成29年）6月1日 - パソコン向けインターネットラジオの配信元をJCBAインターネットサイマルラジオからFM++（エフエムプラぷら）に変更。

## 放送時間
全ての番組が自社制作だった時は、後述する放送時間の延長を除き、深夜や早朝など放送されない時間帯があった。2012年9月30日までは6:00 - 23:00だったが、同年10月の番組改編と同時に開始時刻の繰り下げと終了時刻の繰り上げにより2時間短縮され、7:00 - 22:00に変更された。
放送時間の延長が実施されたのは次の通り。
- 12月24日：「クリスマス特番」の放送に伴い、終了時刻を延長。2011年は大晦日の場合と同様に25:00（翌日1:00）だったが、2012年以降は23:00となった。
- 12月31日：大晦日の特別番組の放送に伴い、終了時刻を25:00（翌日1:00）に延長。2012年以降は前述の放送時間変更に伴い、開始時刻を前倒しした。
- 1月2日：佐世保初売り関連の特別番組の放送に伴い、2009年と2010年は開始時刻を3:00に繰り上げていたが、2011年以降は拡大し、通常は放送されていない時間帯全てに割り当てたことにより、1月1日の放送開始から翌2日の放送終了まで休止なしで放送された。
- 上記以外にも、台風などの災害時、万一の事態に備えて通常は放送されていない時間帯にも臨時で放送される場合があった。

2015年10月31日からは、リスナーの多様化や災害放送・緊急放送を届けられる体制を整えるため、これまでの自社制作番組に加えてネット番組の放送を開始したことで、24時間放送へ移行した（このため、本来は1クール（3ヶ月）ごとに行われる番組改編の時期が2015年度秋の番組改編ではネット番組の放送開始に合わせて1ヶ月遅らせ、11月改編となった）。なお、24時間放送移行後も、毎週月曜日の3:00から5:00の間はネット番組側に合わせて放送休止となっていたが、2019年10月に一部の番組の時間枠移動により放送休止の時間帯が無くなり、完全なる24時間放送となった。

## 番組表
下記は2025年（令和7年）7月現在の内容である。

### 自社制作番組
時間帯は次の通り
- 月曜 9:00 - 13:00、14:00 - 16:00、17:00 - 18:00、19:00 - 22:00
- 火曜 8:00 - 13:00、14:00 - 16:00、17:00 - 21:00
- 水曜 9:00 - 13:00、14:00 - 16:00、17:00 - 22:00[奇数週は17:00 - 18:00、19:00 - 22:00]
- 木曜 9:00 - 13:00、13:00 - 15:15、17:00 - 23:00
- 金曜 9:00 - 12:15、13:00 - 19:00[奇数週は18:00]、20:00 - 23:00
- 土曜 10:00 - 13:00
- 日曜 10:00 - 14:00

このうち、週2回以上定時に放送する番組は以下のとおりである。
- させぼジャズ（水曜・金曜 18:00 - 19:00 ※偶数週は生放送、奇数週は放送曜日を入れ替えて再放送）
- 佐世保市政だより ラジオ版（金曜 13:00 - 14:00/週末 10:00 - 11:00（再）/月曜 12:00 - 13:00（再））

上記の番組を除き日替わりの番組編成となる。1時間又は2時間の番組が基本だが、2016年5月の番組改編に伴って一部の帯番組の放送時間が変更となったことで、30分又は90分の番組が新たに設けられた。その後、同年10月の改編では90分番組の一部が時間帯変更に伴って2時間番組に再拡大している。2017年4月の番組改編では30分番組の新設や、既存の60分番組を90分に拡大したが、2019年5月の番組改編では90分番組の一部を60分に短縮、同年10月の番組改編では既存の60分番組の一部が25分又は40分に、2時間番組が90分にそれぞれ短縮された。2020年4月の番組改編で25分又は40分の番組が再び1時間に拡大したほか、1時間番組の一部は隔週（奇数週又は偶数週）の放送へ移行している。2021年4月の番組改編で90分番組が60分に短縮された。
2017年8月からは水曜日に22時台の自社制作番組の放送が開始され（レギュラー放送での22時台の自社制作番組2012年9月の終了以来、約4年11ヶ月ぶりに復活）、2018年9月からは月曜日に、その翌月には金曜日に、2019年5月からは火曜日と木曜日にも22時台の自社制作番組の放送が順次開始され、平日の自社制作番組は2012年10月以来となる23時までとなったが、同年10月からは22時台の自社制作番組は金曜日のみに縮小されたものの、翌月には水曜日に22時台の自社制作の番組が新たに開始。2021年10月からは時間変更に伴って火曜日の22時台が自社制作となったことで、週3回となっている。
2018年春の番組改編では、既存の再放送番組を金曜日の16時台にも放送することとなり、これに伴って金曜日の自社制作番組枠の開始時刻が1時間繰り上がって16時からとなった。
2019年春の番組改編では、週末の自社制作番組枠の開始時間が9時からに繰り下げられたほか、土曜日は19:00 - 21:00をネット番組へ移行したため、日曜日と同じ15時で終了となった。同年7月21日に日曜日の11時台に新たな再放送枠を設けたことにより、日曜日の自社制作番組枠が土曜日と同時間帯に揃えられた。
同年秋の番組改編では、平日の自社制作番組枠の開始時刻が8時からに繰り下げられたほか、火曜・水曜・木曜は自社制作番組枠の終了時刻が22時に繰り上げとなった（月曜は同年9月より22時終了に繰り上げ）。また、月曜18時台後半と金曜15時台が自社制作番組（金曜15時台は再放送枠）に変更されたため、金曜日は8:00から23:00まで自社放送となった。週末は自社制作番組の終了時刻が14時に繰り上げられた。
2020年秋の番組改編では、再放送枠が木曜16時台にも新設したことで木曜日は8:00から22:00まで自社放送となり、同年春の改編で第2・第4がネット放送となっていた月曜20時台は自社放送に戻った。
2021年春の番組改編では再放送の時間帯を変更するなど大幅な改編が行われ、特に土曜は自主制作番組が再放送の10時台のみに短縮され、それ以外の時間帯はすべてネット番組となった。その後、同年6月1日より18時台後半に放送されていた30分番組を18時台放送の1時間番組に拡大し、それに伴う再放送番組の一部縮小を実施、同年6月28日から再放送番組が月曜 - 木曜の13時台に組まれたことで平日の朝から昼までの時間帯が14:00までとなった。同年秋の番組改編で9時台をネット番組に切り替えたため、平日は8時台と10時から14時までと別れるようになった。
2022年春の番組改編では新番組の開始や既存番組の時間移動を行うとともに、再放送番組が縮小され、既存番組を除く平日の昼間の時間帯をネット番組へ切り替えた。同年秋の番組改編では火曜日が1時間繰り上がり22時までとなった。
2023年春の番組改編では平日で大幅な変更が行われ、自社制作番組枠の開始時刻は一律10時に繰り下げ、終了時刻は月曜・火曜は18時（第2・第4火曜は19時）に、水曜は22時にそれぞれ繰り上げた一方、木曜は23時に繰り下げた。また、12時台は新番組の開始や時間移動に伴い、自主製作番組枠が週1回（木曜のみ）から週3回（月曜・火曜・木曜、第1・3週は金曜を含めた週4回）に拡大された。
2024年春の番組改編では水曜の自社制作番組の終了時刻が21時に繰り上げたほか、平日の帯番組が無くなり全曜日日替わりの番組編成へ移行。土曜日は再放送枠が拡大されたことで自社制作番組の放送終了時刻を13時に繰り下げ。同年5月に新番組が開始されている。
2025年は2月に改編が実施され、平日を中心に再放送枠を拡大。日曜日は平日への枠移動に伴って再放送枠となった。再放送枠の拡大に伴い、平日の自主製作番組の開始時刻が早まり、火曜は8時、月曜と水曜から金曜は9時スタートに繰り上げられた。
自社制作番組は平日の午前中や夕方の時間帯を中心に生放送が行わており、曜日によっては他の時間帯でも生放送が行われていることがある。再放送枠では、番組の最初と最後に再放送である旨のアナウンスが流れている。
詳細は公式サイトのタイムテーブルを参照のこと。
自社制作による特別番組は少なく、大晦日の2時間番組（2012年以降は3時間番組）に始まり、2009年からは佐世保初売り関連の特別番組が、2011年からは「クリスマス特番」がそれぞれ放送されていたが、2015年11月のネット番組の放送開始に伴い、大晦日の特別番組と「クリスマス特番」は2014年、佐世保初売り関連の特別番組は2015年に順次放送を終了した。なお、「クリスマス特番」は2018年に19 - 20時台の通常の番組を休止して2時間の特別番組として、佐世保初売り関連の特別番組は2019年に昼間のネット番組（リメンバー・ミュージック、アフタヌーン・パラダイス）を休止して14時台 - 16時台に3時間の特別番組としてそれぞれ4年ぶりに復活して放送された。さらに、同年1月4日には11 - 12時台の通常の番組を休止して、2時間のお正月特番が放送された。大晦日の特別番組も2020年に夜のネット番組（大西貴文のTHE NITE、大崎潔の待夢摩神 ラジオ版、トランス・ワールド・ミュージック・ウェイズ）を休止して22時台 - 25時台の3時間の特別番組として6年ぶりに復活して放送。2021年も同様に夜のネット番組を休止して大晦日の特別番組が放送されたが、当日が金曜日で22時台まで通常の番組を放送していたため、時間帯を1時間ずらし、大西貴文のTHE NITE、Shingo’s Radio Show Night Fever、ごめんあそばせクラシック♪の3番組を休止して23時台～26時台まで放送された。2022年はクリスマスや大晦日の特別番組の放送がなかったものの、2023年1月1日は夕方のネット番組（アコガレステーション、precious moment、JP TOP20）を休止して15時台～18時台に「ハッピーラジオパーク」の正月特番が放送された。
また、開局日（本放送開始日）である7月22日には、毎年、通常番組の一部を休止して「周年記念特番」が放送されていた。この「周年記念特番」はネット番組開始後の2016年も放送され、この日は通常放送されているネット番組の一部（アフタヌーン・パラダイス、小樽からこんばんは）も休止となったことで、通常の番組を含めて1日限りながらネット番組移行前の時間帯(08:00 - 22:00)全てが自社放送となった。なお、2017年以降は行われなかった。
さらに、イベント開催時には通常放送されているネット番組の一部を休止して自社制作の特別番組に差し替えることがあり、2017年2月11日は17 - 18時台を当日行われた『させぼバルさるく』に関連した2時間の特別番組に、同年10月21日、2018年10月20日、2019年10月19日は16時台をYOSAKOIさせぼ祭り関連の特別番組（2017年・2018年は『ビバ!YOSAKOI』の特別版）にそれぞれ差し替えて放送された。
番組の改編は通常3ヶ月毎に行われているが、2015年度秋の番組改編はネット番組の放送開始に合わせて通常よりも1ヶ月遅れて11月改編に、2016年度春と2019年度春の番組改編も1ヶ月遅れて5月改編に、2018年度春の番組改編は約1ヶ月遅れて4月30日に行われた。また、時期によっては自社制作番組の改編が行われない（ネット番組側の改編のみの）場合もある。

### ネット番組
ミュージックバード#MUSIC BIRD for COMMUNITYも参照のこと
ネット番組はミュージックバードから配信している「MUSIC BIRD for Community FM」のうち、以下の時間帯で放送される。このため、2時間以上の番組の一部は途中飛び降りまたは途中飛び乗りによる短縮放送となる。
- 月曜 5:00 - 9:00、13:00 - 14:00、16:00 - 17:00、18:30 - 19:00、22:00 - 29:00（翌日5:00）
- 火曜 5:00 - 8:00、13:00 - 14:00、16:00 - 17:00、21:00 - 29:00（翌日5:00）
- 水曜 5:00 - 8:00、8:15 - 9:00、13:00 - 14:00、16:00 - 17:00、18:00 - 19:00（奇数週のみ）、22:00 - 29:00（翌日5:00）
- 木曜 5:00 - 9:00、13:00 - 14:00、15:15 - 15:30、15:45 - 17:00、23:00 - 29:00（翌日5:00）
- 金曜 5:00 - 8:00、8:15 - 9:00、18:00[偶数週は19:00] - 20:00、23:00 - 29:00（翌日5:00）
- 土曜 5:00 - 9:00、13:00 - 29:00（翌日5:00）
- 日曜 5:00 - 8:00、8:15 - 9:00、14:00 - 29:00（翌日5:00）

また、自社制作番組同様に改編による番組の入れ替わりに加えて、自社制作番組の放送開始や時間移動に伴って「はっぴぃ!FM」でのネットを終了した番組や、ネット側での放送時間の移動や自社制作番組からネット番組への切替によって「はっぴぃ!FM」でもネットされるようになった番組もある。
平日の「コミュニティ発 全国放送ゾーン」については、全曜日の深夜枠（2時枠及び水曜日の0時枠、火曜・木曜・金曜・土曜の1時枠）がネットされており、金曜は19時台もネットされている（2023年4月より月曜を毎週ネットに変更。なお、2016年5月から2017年3月までは19時台を含めた全曜日・全時間帯ネットが行われていた）。
はっぴぃ!FMで放送されている主なネット番組は以下のとおりである。（C）は当社と同じコミュニティFM局が制作する番組。
- Morning Stream
- Morning Community
- リメンバー・ミュージック

※2020年10月より水曜の14時台後半（14:30 - 15:00）のみながら放送を再開。2021年4月からは曜日・時間枠が拡大され、月曜から木曜は13時台・14時台の2時間、金曜は14時台の1時間となったが、同年6月28日より月曜 - 木曜に再放送番組が開始されたことに伴って短縮となり、14時台のみの放送に変更。2021年10月より9時台の放送を開始し、2部制となった。2022年4月より9時台は月曜のみ9:30からの30分に短縮。昼間の放送は月曜から水曜は12時台・13時台にも拡大して3時間に、木曜は13時台にも拡大して2時間となる。金曜は12時台と14:15 - 14:55に細分化された。同年10月より9時台は月曜の放送が終了となり、火曜から金曜の放送に、昼間の放送は後述する「MUSIC BIRD for Community FM」以外のネット番組の放送開始に伴って金曜の放送が終了し、月曜・火曜・木曜は13時台の1時間、水曜は12時台と13時台の2時間にそれぞれ縮小された。2023年4月より時間帯が拡大し、朝は8時台の放送を開始し、9時台との2時間（月曜は8時台と9:15 - 10:00の2部制）に、昼間は14時台の放送を再開したことで月曜・火曜・木曜は13時からの2時間、水曜は12時からの3時間にそれぞれ拡大され、金曜日は12時台（第2・4・5週のみ）と14時台で放送を再開。さらに、11時台（火曜日のみ）と18時台前半（木曜及び第2・4火曜・水曜を除く）の放送も開始された。2024年5月からは18時台前半の放送を月曜と奇数週火曜のみに縮小された。2025年2月以降は朝は火曜日を除く8時台のみ（水曜と金曜は8:15から）に、昼は月曜から木曜の13時台のみに、夕方は奇数週の水曜と金曜の18時台前半のみにそれぞれ縮小された。
- アフタヌーン・パラダイス

※2017年4月よりフルネットに変更されたが、金曜は2018年5月から途中飛び降り（15:00 - 15:00）を経て2019年9月を以て「はっぴい!FM」での放送を終了。木曜も2020年4月より途中飛び乗り（16:00 - 16:55）を経て、同年9月をもって「はっぴぃ!FM」での放送を終了し、同年10月以降は月曜から水曜のみのネットとなった。2021年4月に木曜と金曜のネットを再開し、4年ぶりにフルネットに戻った。2025年2月以降は月曜から水曜は16時台のみの途中飛び乗り（16:00 - 16:55）に、木曜は15時台途中からの飛び乗り（15:45 - 16:55）にそれぞれ変更された。
- 大西貴文のTHE NITE

※途中飛び乗り。ネット開始当初は平日22:00 - 23:55の放送だったが、2017年8月に水曜日が23:00 - 23:55に短縮して以降、2018年9月に月曜日、同年10月に金曜日、2019年5月に火曜日・木曜日が順次放送時間が短縮された。2019年9月に月曜日、同年10月に火曜日から木曜日が順次ネット開始当初の時間帯に戻ったものの、同年11月に水曜日が再び23:00 - 23:55の短縮に戻った。2020年7月より火曜日の放送時間が拡大され、フルネットとなったが、翌月に再放送が開始されたことに伴い、再び22:00 - 23:55の短縮に戻り、2021年10月より自主番組の時間移動に伴い、23:00 - 23:55の短縮となった。2022年4月より自主製作番組の時間移動に伴って月曜日と火曜日が23:00 - 23:55に短縮されたが、同年10月より火曜日は再び22:00 - 23:55に拡大された。2023年4月より月曜 - 水曜の放送時間が拡大され、月曜と火曜はフルネット、水曜は22:00 - 23:55となった一方、木曜は23:00 - 23:55に短縮された。2024年4月より水曜日も放送時間拡大によりフルネットとなった。2025年2月以降はフルネットが火曜のみとなり、月曜は22:00 - 23:55に短縮された。
- Beat in the Box～just the beginning～ (C)
- アニメ関門文化学園（C）
- 渡辺俊美のINTER PLAY (C)
- 今夜もととのいたい! (C)
- アイパー滝沢のホゥ!リーナイト・フィーバー（C）
- slow life, slow music
- おはようサタデー 思いのままに～ミュージックサンキュー～

※2017年4月から2019年4月までは途中飛び降り（7:00 - 7:55）だったが、2019年5月よりフルネットに戻る。
- あの頃青春グラフィティ

※2018年10月放送再開、途中飛び乗り。再開当初は15:00 - 15:55だったが、2019年10月より14:00 - 15:55に時間を拡大し、2021年4月よりフルネットとなった。
- おはようサンデー

※2017年4月から2019年4月までは途中飛び降り（7:00 - 7:55）だったが、2019年5月よりフルネットに戻る。
- JP TOP20

※2019年4月放送再開（放送時間移動に伴う）
- 大石吾朗 Premium G
- カノンSound of Oasis

※2018年4月放送開始（放送時間移動に伴う）
- Music Hot Flavor
- 真夜中の訪問者

2022年秋の番組改編では、「MUSIC BIRD for Community FM」以外のネット番組の放送を開始したが、2023年春の改編で一部の番組を除き「はっぴぃ!FM」での放送が終了した。

### 特別プログラム
ネット番組の放送開始以降、日によっては自社制作番組の一部を休止し、ネット番組の枠拡大を行うことがある。
2015年12月30日から2016年1月1日は、自社制作番組の一部（「Good Morrrning SASEBO」と「ゆうやけラジオ・させぼ便」）が放送休止となり、期間中はネット番組の時間帯が5:00 - 9:00、15:00 - 18:00にそれぞれ拡大し、通常は途中飛び降りとなる「Morning Community」と「アフタヌーンパラダイス」の臨時フルネットと、「リメンバー・ミュージック」の臨時ネットが行われた。

（なお、「Morning Community」は2016年5月3日よりフルネットへ移行され、同年10月3日から2019年9月30日までは再び7:00までの途中飛び降りに変更、同年10月1日よりフルネットへ再移行される。「リメンバー・ミュージック」は2016年10月3日より14:00からの途中飛び乗りによりネットが開始され、2019年4月30日をもって一旦ネットを終了。2020年7月8日から水曜日のみネットを再開したが、同年8月12日をもってネットを終了。前述のとおり「アフタヌーン・パラダイス」は2017年4月3日よりフルネットへ移行されたものの、2018年5月4日より金曜日のみ15:55までの途中飛び降りに変更され、2019年9月27日をもって金曜日の放送が終了となった）
また、自社制作番組の担当パーソナリティが当日に諸事情で欠席となり、且つ、別のパーソナリティによる代理担当ができない場合、そのパーソナリティが担当する自社制作番組の放送を休止し、代替としてネット番組の臨時ネットが行われることがある（番組によっては、前回放送分の再放送となる場合があり、通常の再放送枠同様に番組の最初と最後に再放送である旨のアナウンスが流れる）。
なお、2025年7月時点では木曜日の10時台・17時台・19時台の番組が毎月最終週のみ前回放送分の再放送となるため、翌月1週目の月曜の9時台と19時台、水曜の15時台の再放送が休止となり、ネット番組へ差し替えとなる。

## Clubはっぴぃ!
当社では中学生以上のリスナーを対象とした公式ファンクラブ制度「Clubはっぴぃ!」が設けられており、登録されている加盟店にて携帯サイトの加盟店割引クーポンかメンバーズカードを提示することで割引などの特典を受けることができる。
メンバーズカードを取得する際は本社事務所にて簡単な手続きで取得できる。料金は入会時にカード発行手数料（100円）を支払うのみで、入会費・年会費は無料である。ただし、カードの紛失などで再発行を行う場合には500円の手数料がかかる。